# As (jornal)
O As é um jornal desportivo diário espanhol, recebe e divulga informações sobre as principais ligas europeias e mundiais transmitidas "ao segundo" pela FIFA e UEFA.
Foi fundado em 1967 para competir com o jornal Marca, no âmbito nacional em (2012) já era o segundo jornal desportivo espanhol de maior circulação e distribuição.
Pertence ao Grupo PRISA, donos do jornal El País, o que explica a relação próxima entre os dois, que estão localizadas no mesmo edifício, no bairro de San Blas, em Madri.